# Kitashiobara
Kitashiobara (jap. 北塩原村 Kitashiobara-mura) – wieś w Japonii, na wyspie Honsiu, w prefekturze Fukushima. Według danych na rok 2020 miejscowość zamieszkiwało 2 556 mieszkańców , a gęstość zaludnienia wyniosła 10,9 os./km².